# فكتور كوزان
فكتور كوزان (بالفرنسية: Victor Cousin)‏، من مواليد 28 نوفمبر 1792 بمدينة باريس وتوفي في كان يوم 14 يناير 1867، فيلسوف وسياسي فرنسي، هو أحد أتباع مان دي بيران وباعث الفلسفة الانتقائية. قام شعاره الذي أخذه عن ليبنتز على «أن المذاهب صادقة في ما تثبته وكاذبة في ما تنفيه»، ولذلك جهد في أن ينسق بين أفكار ديكارت والمدرسة الحسية الاسكتلندية وكانط. ثم دعا أخيرا إلى التحالف بين الشقيقتين الخالدتين: الفلسفة والديانة. اعتبر كوزان مع جيراندو مؤسس تاريخ الفلسفة في فرنسا، وتقتصر المذاهب الفلسفية في نظره على أربعة مذاهب: المذهب الحسي، والمثالي، والارتيابي والصوفي.

## سيرته الذاتية
وُلد فكتور في باريس، في ضاحية سانت أنطوان، كان والده صانع ساعات. في العاشرة من عمره، أُرسِلَ إلى مدرسة القواعد المحلية (لايسيه شارلمان)، حيث درس فيها حتى سن الثامنة عشرة. وباعتبار أن مدرسة لايسيه مرتبطة عضويًّا بجامعة فرنسا وكلياتها منذ تأسيس المعهد النابليوني (مُنحت درجة البكالوريوس من قِبَل هيئات تحكيم تشكّلت من أساتذة جامعيين). «تُوّج» كوزان في قاعة السوربون القديمة وذلك بعد خطاب كتبه باللغة اللاتينية والذي حصل من خلاله على جائزته الأولى ضمن مسابقة كونكورس العامة، وهي عبارة عن منافسة بين أفضل التلاميذ في مدرسة لايسيه (التي تأسّست في عهد النظام القديم «حكم أترافي» وأُعيد فتحها في عهد الإمبراطورية الأولى، وما زالت مفتوحة حتى الآن). إن التدريب التقليدي لمدرسة لايسيه قد أبعد كوزان بشدة نحو الأدب أو البلاغة كما كان يسمى آنذاك. كان معروفًا مُسبقًا بين زملائه الطلاب وذلك بسبب معرفته باللغة الإغريقية. تخرّج من مدرسة لايسيه، وانتقل إلى أكثر مدارس التعليم العالي شُهرًة، وهي المدرسة العليا للأساتذة (إيكول نورمال سوبيريور - كما يطلق عليها الآن)، حيث كان بيير لاروميغيير مُحاضرًا في الفلسفة.
في المقدمة الثانية من كتاب «فراغمينتس فيلوسوفيكو»، والتي ينصّ فيها بصراحة على التأثيرات الفلسفية المتنوعة لحياته، يتحدث كوزان عن مشاعر الحزن التي أثارتها ذكرى اليوم الذي سمع فيه لاروميغيير للمرة الأولى. «في ذلك اليوم تقرّرت حياتي كلها».

### التأثير المبكر على فكر كوزان الفلسفي
أراد كوزان إلقاء محاضرة عن الفلسفة وسرعان ما حصل على منصب أستاذ في المؤتمرات (معهد المؤتمرات) في المدرسة. وكان الدافع الفلسفي الكبير الثاني في حياته هو تعليم بيير بول رويير-كولارد. كان هذا المعلم، بحسب قول كوزان، «من خلال شدة منطقه، فإن جاذبية كلماته ووزنها، عدّلت درجاتي، ومن دون مقاومة، من طريق كوندلاك المألوف إلى الطريق الذي أصبح منذ ذلك الحين طريقًا سهلًا، لكنه كان حينها مؤلمًا وغير مألوف، وهو الفلسفة الإسكتلندية». إن «الفلسفة الإسكتلندية» هي فلسفة «الفطرة السليمة» لتوماس ريد وآخرون، والتي مفادها بأن كل من العالم الخارجي والعقل البشري (الاستنباط الذي يثبت وجود «الإرادة الحرة» من خلال حقيقة الوعي) يمتلكان وجود موضوعي. في عامي 1815-1816، حصل كوزان على منصب معاون (مساعد) لروير-كولارد في قسم تاريخ الفلسفة الحديثة في كلية الآداب. كان مان دي بيران من المفكرين الآخرين الذين أثروا على كوزان في تلك الفترة المبكرة، والذي اعتبره بمثابة المراقب النفسي الذي لا مثيل له في وقته آنذاك في فرنسا.
أثّر كل من هؤلاء الرجال بقوة في الفكر الفلسفي لكوزان. عزا درس الفكر المُتحلّل إلى لاروميغيير، على الرغم من أن اختزاله إلى الإحساس كان غير ملائمًا. علّمه روير-كولارد بأن حتى الإحساس يخضع لقوانين ومبادئ داخلية معينة والتي لا يمكنه تفسيرها بحد ذاتها، والتي تتفوق على التحليل والتراث الطبيعي للعقل. وضع دي بيران دراسة خاصة حول ظاهرة الإرادة. وقد علّمه أيضًا بأن يُميّز بين جميع أنواع الإدراك، وخاصة في أبسط حقائق الوعي، والذي يُعتبر النشاط الطّوعي الذي يكشف عن شخصيتنا بصدق. من خلال هذا «الانضباط الثلاثي»، طُوّر الفكر الفلسفي الخاص بكوزان للمرة الأولى، وفي عام 1815، بدأ بممارسة التدريس العام للفلسفة في نورمال سكول وفي كلية الآداب.
ثم بدأ كوزان بدراسة اللغة الألمانية، وعمل لدى إيمانويل كانت وفريدريش هاينريش ياكوبي، وسعى لإتقان فلسفة الطبيعة الخاصة بفريدريش فيلهلم جوزيف شيلينغ، والذي انجذب إليه في البداية بشكل كبير. يمكن ملاحظة تأثير شيلينغ بشكل ملحوظ في الشكل السابق لفلسفته. لقد تعاطف مع مبدأ الإيمان الخاص بياكوبي، ولكنه اعتبره تعسفيًا طالما لم يُعترف به بأنه مبدأ يستند على المنطق. في عام 1817، سافر كوزان إلى ألمانيا، والتقى بالفيلسوف هيغل في هايدلبرغ. نُشر عمل هيغل «موسوعة علوم الفلسفة – بالألمانية:Encyclopädie der philosophischen Wissenschaften» في العام ذاته، وقد حصل كوزان على واحدة من النسخ الأولى. اعتقد كوزان بأن هيغل ليس شخصًا ودودًا، لكنهما أصبحا صديقين. في العام الذي يليه، ذهب كوزان إلى ميونيخ، حيث التقى بشيلينغ للمرة الأولى، وبقي لمدة شهر برفقته إلى جانب ياكوبي، هناك حيث حصل على نظرة أعمق في فلسفة الطبيعة.

### التشويش المهني جراء الاضطرابات السياسية
كان للاضطرابات السياسية في فرنسا حصة في حياته المهنية والتي استمرت لفترة. في أحداث عام 1814-1815، أيّد كوزان الجانب الملكي. إذ تبنّى وجهات نظر الحزب المعروف باسم المذهب العقائدي، والذي كان روير-كولارد الزعيم الفلسفي للحزب. ويبدو بأنه قد ذهب إلى ما هو أبعد من ذلك، واقترب من أقصى اليسار. ثم جاءت ردة فعل ضد الليبرالية، وفي عامي 1821-1822، مُنِع كوزان من الدخول إلى مكاتبه في كلية الآداب وفي نورمال سكول. قُضي على نورمال سكول، وكان مصير كوزان شبيه بمصير جيزو، الذي طُرد من قسم التاريخ. كان هذا التخلّي القسري عن التعليم العام نعمة متفاوتة: فقد توجّه إلى ألمانيا بهدف مواصلة الدراسة الفلسفية. أثناء تواجده في برلين في الفترة من عام 1824 إلى عام 1825، زُجّ كوزان في السجن، إما بتهمة سياسية غير محددة بحسب ضبط الشرطة الفرنسية، أو كنتيجة لحديث متهوّر صدر منه. أُطلق سراحه بعد ستة أشهر، وبقي مُشتبهًا به من قِبَل الحكومة الفرنسية لمدة ثلاث سنوات. إذ كانت تلك الفترة هي التي من خلالها طوّر ما هو متميز في عقيدته الفلسفية. أُعلِن عن أفضليته وعلم الوجود الخاص به وفلسفته في التاريخ من حيث المبدأ ومعظم تفاصيلها البارزة في كتاب «فراغمينتس فيلوسوفيكو» (باريس، عام 1826). تهدف مقدمة الطبعة الثانية من الكتاب (عام 1833) والطبعة الثالثة (عام 1838)، إلى تبرئة مبادئه ضد النقد المعاصر. حتى أفضل كتبه اللاحقة «Philosophie écossaise» و«Du vrai, du beau, et du bien» و«Philosophie de Locke»، كانت ببساطة طبعات منقحة من محاضراته خلال الفترة ما بين عام 1815 إلى 1820. كُتبت مسودات محاضرات لوك أولًا في عام 1819، ثمّ طُورت بالكامل في عام 1892.
خلال السنوات السبع التي مُنع فيها من ممارسة التدريس، نشر كوزان، إلى جانب كتاب «فراغمينتس»، طبعة أعمال «بروكلس» (الذي يتألف من 6 مجلدات، بين عامي 1820-1827)، وأعمال رينيه ديكارت (المجلد الثاني، في عام 1826). بدأ أيضًا بكتابة «ترانزليشن أوف بلاتو» (13 مجلدًا)، والذي شغل وقت فراغه من عام 1825 حتى عام 1840. يرى المرء في كتاب «فراغمينتس» بشكل واضح للغاية اندماج التأثيرات الفلسفية المختلفة التي نضجت من خلالها آرائه في النهاية. كان كوزان انتقائيًا في الفكر والسلوك العقلي كما كان في المبدأ والنظام الفلسفي. يرتبط اتّساع سمعته الكبير مع نشر كتاب «فراغمينتس» في عام 1826. في عام 1827، تبعه كتاب «كورس دو لا هيستوري دو لا فيلوسوفي».

### إعادته إلى منصبه في الجامعة
في عام 1828، استدعى دو فاتيمسنيل، وزير التعليم العام في وزارة مارتينياك، كل من كوزان وجيزو إلى مناصبهما المهنية في الجامعة. كانت السنوات الثلاث التي تلت ذلك هي فترة نجاح كوزان الأكبر كمحاضر. كانت عودته إلى القسم رمزًا لانتصار الأفكار الدستورية إذ استُقبل كوزان بحماس. كانت قاعة السوربون مكتظة باعتبار لم يسبق لأي قاعة في باريس ضمّ أي معلم فلسفي منذ أيام بيير أبيلارد. اختلطت بلاغة المحاضر بشروحات تأملية فكرية، وكان يمتلك كوزان قوة فردية من الذروة البلاغية. أظهرت فلسفته بشكل لافت للنظر الميل العام للفكر الفرنسي، وحاجته المنطقية لجمع كافة التفاصيل حول المبادئ المركزية.
كان هناك نهوض أخلاقي في فلسفة كوزان الروحانية التي لامست قلوب مستمعيه، والتي بدت وكأنها أساس لتطور في الأدب الوطني والفن، وحتى في السياسة، أعلى منه في الفلسفة التقليدية لفرنسا. ولّدت محاضراته تلاميذ أكثر حماسًا من تلك التي قام بها أي أستاذ فلسفة معاصر آخر. نظرًا لتأثيره التعليمي، يحتل كوزان موقعًا رئيسيًا في مراتب أساتذة الفلسفة، الذين وحدّوا هبات القوة الفكرية والتفصيلية والخيالية، أمثال ياكوبي وشياينغ ودوغالد ستيوارت. تم إحياء مذاق الفلسفة - وخاصة تاريخها - في فرنسا إلى حد غير معروف منذ القرن السابع عشر.

### تأثيره على الآخرين
كان من بين الأشخاص الذين تأثروا بكوزان، ثيودور سيمون جوفروي وجان فيليبيرت داميرون وأدولف غارنييه وبيير-جوزيف برودون وجوليس برتلمي سنت-هيلار وفيليكس رافايسون-مولين وتشارلز دي ريموسات ورالف فالدو إيميرسون وجوليس سيمون وبول جانيت وأدولف فرانك وباتريك إدوارد دوف، والذين أهدوه كتاب «ذا ثيوري أوف هيومان برغريشن»، كان كل من جوفروي وداميرون من زملائه الأوائل، تلاميذه ومن ثم أتباعه. حافظ جوفروي دائمًا على الدوافع المبكرة -الفرنسية الإسكتلندية- لتعليم كوزان. واصل كوزان إلقاء المحاضرات لمدة عامين ونصف بعد عودته إلى القسم. تعاطفًا مع ثورة يوليو، تم الاعتراف به من قبل الحكومة الجديدة كصديق للحرية الوطنية. في يونيو 1833، أوضح كوزان كل من موقفه الفلسفي والسياسي: «لقد كان لي ميزة التوحيد ضدي لسنوات عديدة من قِبَل كل من المدرسة الشعورية والمدرسة اللاهوتية. في عام 1830، توجّهت كلتا المدرستين للدخول إلى حلبة السياسة. أنتجت المدرسة الشعورية بشكل طبيعي الحزب الغوغائي (ديماغوجي)، وأصبحت المدرسة اللاهوتية تحت حكم ديكتاتوري مُطلق، وآمنة لاستعارة قناع الدهماوية من وقت لآخر من أجل الوصول إلى نهاياتها بشكل أفضل، كما هو الحال في الفلسفة التي تتعهد باستعادة السلطة الدينية من خلال الشكوكية. من ناحية أخرى، فإن من يحارب أي مبدأ خاص في العلوم، يكون مُلزمًا برفض أي مبدأ خاص بالدولة، أو الدفاع عن الحكومة التمثيلية».

## مؤلفاته
- تاريخ الفلسفة في القرن الثامن عشر (1826).
- دراسات حول باسكال (1842).
- الحق والحمال والخير (1853).
- تاريخ الفلسفة العام (1863).

## روابط خارجية
- فكتور كوزان على موقع الموسوعة البريطانية (الإنجليزية)
- فكتور كوزان على موقع ميوزك برينز (الإنجليزية)
- فكتور كوزان على موقع ديسكوغز (الإنجليزية)